# J. J. Benjamin
Israe͏̈l Joseph Benjamin (n. 1818, Fălticeni, Moldova – d. 3 mai 1864, Londra, Regatul Unit al Marii Britanii și Irlandei), cunoscut și drept Benjamin II, a fost un explorator și istoric evreu român.